# Bunodosoma goanense
Bunodosoma goanense is een zeeanemonensoort uit de familie van de Actiniidae. De wetenschappelijke naam van de soort is voor het eerst geldig gepubliceerd in 1993 door den Hartog & Vennam.